# Kulanka szara
Kulanka szara (Armadillidium opacum) – gatunek lądowego skorupiaka rzędu równonogów i rodziny Armadillidiidae.
Podobnie jak kulanka nadobna (A. pulchellum) jest gatunkiem typowo leśnym, nie synantropijnym. Występuje w ściółce lasów liściastych i mieszanych. Swoim zasięgiem obejmuje większą część Europy, w tym całą Polskę.